# Рюбензам, Эрих
Эрик Рюбензам (нем. Erich Rübensam, р. 18 мая 1922, Яасда, Германия - 2 декабря 2016) — немецкий учёный-земледелец.

## Биография
Родился 18 мая 1922 года в Яасде. В 1944 году поступил в Ростокский университет, который он окончил в 1949 году.
Скончался 2 декабря 2016 года.

## Научные работы
Основные научные работы посвящены вопросам рационального использования земли и повышения природы почвы. Автор ряда научных работ по данным вопросам.
- В капитальной сводке «Земледелие» обобщил передовой опыт в данной области в ГДР и ряда других стран.
- Провёл сравнительное изучение различных систем земледелия, в частности в разных почвенно-климатических зонах ГДР.
- Усовершенствовал методику стационарных многофакторных опытов.

## Избранные сочинения
- Рауэ К., Рюбензам Э. «Земледелие», 1968. В 1969 году была переведена на русский язык.

## Членство в обществах
- Иностранный член ВАСХНИЛ (1967-92).
- Иностранный член РАН (2014-по с.д.).
- Вице-президент, Президент и Член Академии сельскохозяйственных наук ГДР.